# Uetlibergbahn
| Zug der Uetlibergbahn in der Bergstation |                                                                                       |                                                            |                                                            |
| Streckennummer (BAV): | 727 (Zürich HB–ZH Selnau) 712 (ZH Selnau–ZH Giesshübel) 713 (ZH Giesshübel–Uetliberg) |                                                            |                                                            |
| Fahrplanfeld: | 713                                                                                   |                                                            |                                                            |
| Streckenlänge: | 9,13 km                                                                               |                                                            |                                                            |
| Spurweite: | 1435 mm (Normalspur)                                                                  |                                                            |                                                            |
| Stromsystem: | (1923–2022) 1200 V =                                                                  |                                                            |                                                            |
| Stromsystem: | (seit 2022) 15 kV, 16,7 Hz ~                                                          |                                                            |                                                            |
| Maximale Neigung: | 79 ‰                                                                                  |                                                            |                                                            |
| Minimaler Radius: | 135 m                                                                                 |                                                            |                                                            |
| |                                                                                       |                                                            |                                                            |
| \| \| −1,2 \| Zürich HB SZU (Gleis 21–22) \| 396 m ü. M. \| \| \| \| Anschluss an die Linien ausgehend vom Zürcher Hauptbahnhof \| \| \| \| \| Sihltunnel 1296 m \| \| \| \| −0,2 \| Zürich Selnau \| 398 m ü. M. \| \| \| \| \| \| \| \| 0,0 \| Zürich Selnau ehemaliger Kopfbahnhof \| 414 m ü. M. \| \| \| \| Sihlbrücke Giesshübel (96 m) \| \| \| \| \| Verbindungslinie von Zürich Wiedikon \| \| \| \| 1,1 \| Zürich Giesshübel \| Zürich Giesshübel \| \| \| \| Sihltalbahn nach Adliswil–Sihlbrugg \| \| \| \| 1,4 \| Zürich Binz \| 421 m ü. M. \| \| \| 1,9 \| Borrweg Kreuzungsstelle \| 435 m ü. M. \| \| \| 2,2 \| Zürich Friesenberg \| 446 m ü. M. \| \| \| 2,6 \| Zürich Schweighof \| 459 m ü. M. \| \| \| 3,2 \| Zürich Triemli \| 485 m ü. M. \| \| \| 4,4 \| Berghof Kreuzungsstelle \| 543 m ü. M. \| \| \| 5,8 \| Uitikon Waldegg \| 620 m ü. M. \| \| \| 7,0 \| Ringlikon \| 682 m ü. M. \| \| \| 9,1 \| Uetliberg \| 813 m ü. M. \| |                                                                                       |                                                            |                                                            |
| Kopfbahnhof Streckenanfang (im Tunnel) | −1,2                                                                                  | Zürich HB SZU (Gleis 21–22)                                | 396 m ü. M.                                                |
| Strecke (im Tunnel) |                                                                                       | Anschluss an die Linien ausgehend vom Zürcher Hauptbahnhof | Anschluss an die Linien ausgehend vom Zürcher Hauptbahnhof |
| Strecke (im Tunnel) |                                                                                       | Sihltunnel 1296 m                                          | Sihltunnel 1296 m                                          |
| Bahnhof (im Tunnel) | −0,2                                                                                  | Zürich Selnau                                              | 398 m ü. M.                                                |
| Tunnelende |                                                                                       |                                                            |                                                            |
| ehemaliger Bahnhof | 0,0                                                                                   | Zürich Selnau ehemaliger Kopfbahnhof                       | 414 m ü. M.                                                |
| Brücke |                                                                                       | Sihlbrücke Giesshübel (96 m)                               | Sihlbrücke Giesshübel (96 m)                               |
| Abzweig geradeaus und von rechts |                                                                                       | Verbindungslinie von Zürich Wiedikon                       | Verbindungslinie von Zürich Wiedikon                       |
| Dienststation / Betriebs- oder Güterbahnhof | 1,1                                                                                   | Zürich Giesshübel                                          | Zürich Giesshübel                                          |
| Abzweig geradeaus und nach links |                                                                                       | Sihltalbahn nach Adliswil–Sihlbrugg                        | Sihltalbahn nach Adliswil–Sihlbrugg                        |
| Haltepunkt / Haltestelle | 1,4                                                                                   | Zürich Binz                                                | 421 m ü. M.                                                |
| Dienststation / Betriebs- oder Güterbahnhof | 1,9                                                                                   | Borrweg Kreuzungsstelle                                    | 435 m ü. M.                                                |
| Haltepunkt / Haltestelle | 2,2                                                                                   | Zürich Friesenberg                                         | 446 m ü. M.                                                |
| Haltepunkt / Haltestelle | 2,6                                                                                   | Zürich Schweighof                                          | 459 m ü. M.                                                |
| Haltepunkt / Haltestelle | 3,2                                                                                   | Zürich Triemli                                             | 485 m ü. M.                                                |
| Dienststation / Betriebs- oder Güterbahnhof | 4,4                                                                                   | Berghof Kreuzungsstelle                                    | 543 m ü. M.                                                |
| Haltepunkt / Haltestelle | 5,8                                                                                   | Uitikon Waldegg                                            | 620 m ü. M.                                                |
| Bahnhof | 7,0                                                                                   | Ringlikon                                                  | 682 m ü. M.                                                |
| Kopfbahnhof Streckenende | 9,1                                                                                   | Uetliberg                                                  | 813 m ü. M.                                                |

Die Uetlibergbahn ist eine Eisenbahnstrecke, die von der Stadt Zürich auf den 400 Meter über der Stadt gelegenen Uetliberg führt.
Sie zählt mit bis zu 79 Promille Steigung zu den steilsten normalspurigen Adhäsions-Eisenbahnstrecken Europas. Seit 1990 ist sie als Linie S 10 in das Netz der S-Bahn Zürich integriert und wird von der SZU wieder unter dem Namen Uetlibergbahn vermarktet.
2013 wurden 4,5 Millionen Passagiere befördert, etwas weniger als im Vorjahr.
Die Bahn wurde von der Uetlibergbahn-Gesellschaft (UeB) 1875 gebaut. Die Anlagen wurden 1922 von einer Auffanggesellschaft übernommen, welche 1973 mit der Sihltalbahn zur Sihltal-Zürich-Uetliberg-Bahn (SZU) fusionierte.

## Geschichte

### Uetlibergbahn-Gesellschaft (1872–1921)

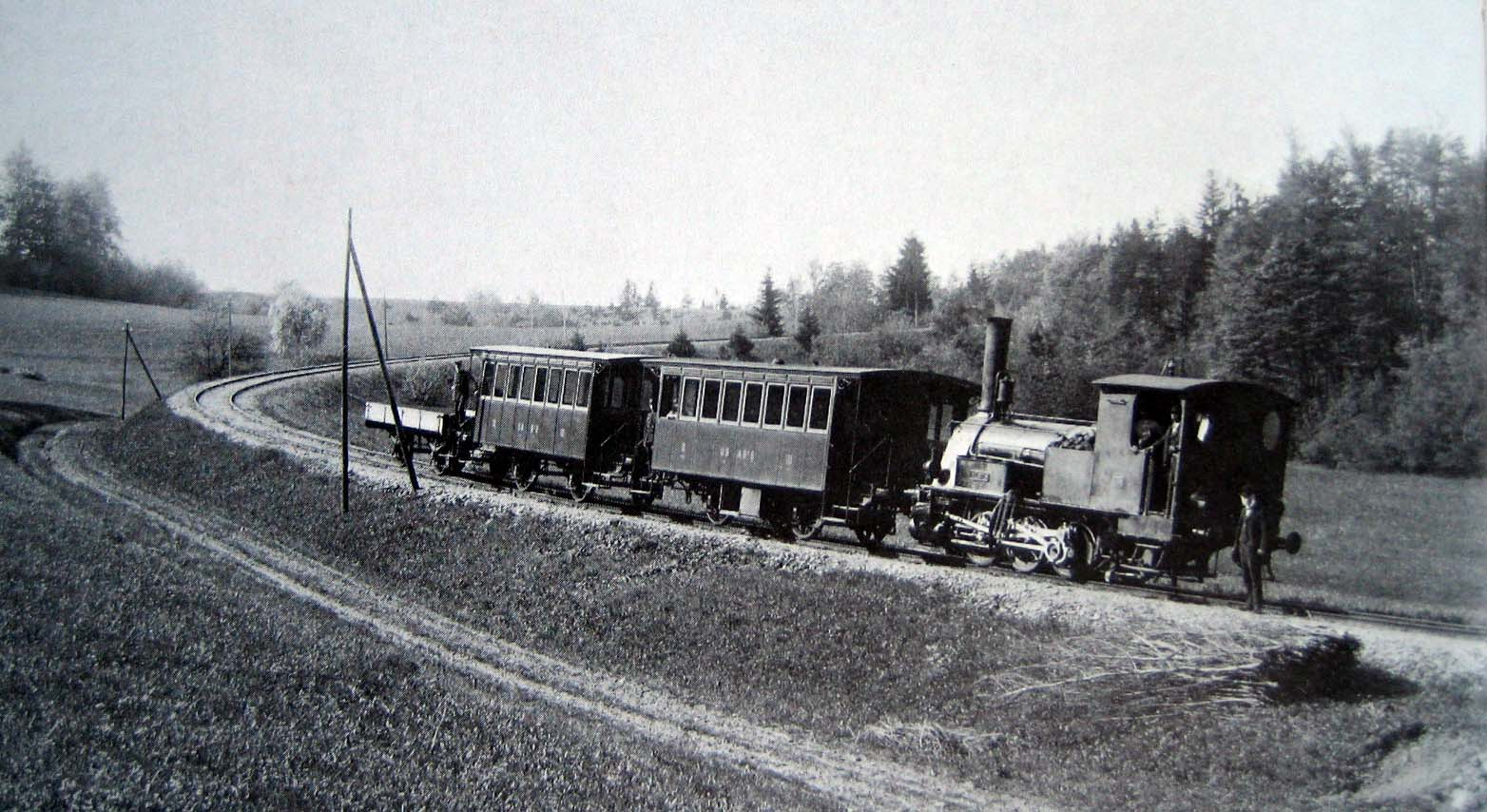
Dampfzug, bespannt mit der 3/3-gekuppelten Tenderlokomotive «Albis»; gebaut 1875, ausrangiert 1922

Als Bau- und Betriebsgesellschaft für die geplante Uetlibergbahn (UeB) wurde im November 1872 die gleichnamige Uetlibergbahn-Gesellschaft in Form einer Aktiengesellschaft gegründet. Nach der Eröffnungsfeier am 10. Mai 1875 wurde am 12. Mai der Fahrplanbetrieb aufgenommen; im selben Jahr wurde das damalige Hotel Uetliberg eröffnet. Kleine Dampflokomotiven von Krauss schoben zwei bis drei zweiachsige Personenwagen vom Bahnhof Selnau über die Steigung von beinahe 80 Promille zum Gipfel des Zürcher Aussichtsberges empor. Mit Dampflokomotiven fuhr die Bahn bis 1920.
Finanzielle Probleme gab es schon von Anfang an, die Einnahmen der Bahn hingen ausschliesslich vom unsicheren Ausflugsverkehr ab. So wurde eine der Dampflokomotiven an die Wädenswil-Einsiedeln-Bahn vermietet, um über die Runden zu kommen. Die Planungen einer Weiterführung der Bahn vom provisorischen Endpunkt Selnau – an der Schanze der alten Stadt – bis zum Bahnhof Zürich, um dort mehr Touristen abzuholen, scheiterten aus städteplanerischen, vor allem aber aus finanziellen Gründen.
Die Sihltalbahn (SiTB) nahm 1892 ihren Betrieb vom Ausgangspunkt Giesshübel in der damaligen Gemeinde Wiedikon auf. Während der Güterverkehr von Giesshübel über die Verbindungsstrecke zum Bahnhof Zürich Wiedikon an die NOB übergeben wurde, benutzten die Personenzüge die UeB-Strecke Giesshübel–Selnau, die erst 1983 von der fusionierten Nachfolgegesellschaft SZU zu einer unechten Doppelspurstrecke ausgebaut wurde.
In der Belle Époque blühte der Bahnbetrieb auf, doch der Erste Weltkrieg ging an der Bahn nicht spurlos vorbei, und die ausbleibenden Touristen machten sich trotz Fahrplaneinschränkungen und kurzfristigen Betriebseinstellungen finanziell bemerkbar. Per Ende Oktober 1920 wurde deshalb die Einstellung des Personenverkehrs beschlossen; die Gastwirtschaften und Hotels wurden veräussert und die Liquidation der Gesellschaft eingeleitet. Die Bedienung der Gütergleise in der Binz, die nach Eröffnung der Verbindungsstrecke nach Wiedikon entstanden waren, wurde derweil weiter aufrechterhalten.

### Bahngesellschaft Zürich–Uetliberg (1922–1972)
Am 28. Februar 1922 wurde als Auffanggesellschaft die Bahngesellschaft Zürich–Uetliberg (BZUe) mit der Stadt Zürich als Hauptaktionärin gegründet. Noch im selben Jahr wurde der Dampfbetrieb provisorisch wieder aufgenommen, während die Arbeiten für die Elektrifizierung begannen.

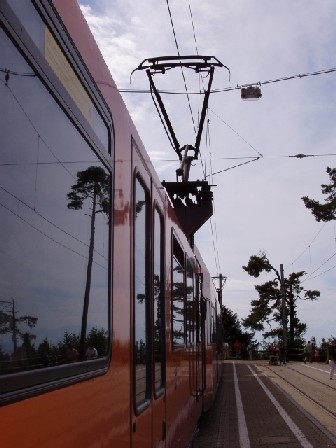
Seitlich versetzter Stromabnehmer eines Triebwagens der Uetlibergbahn

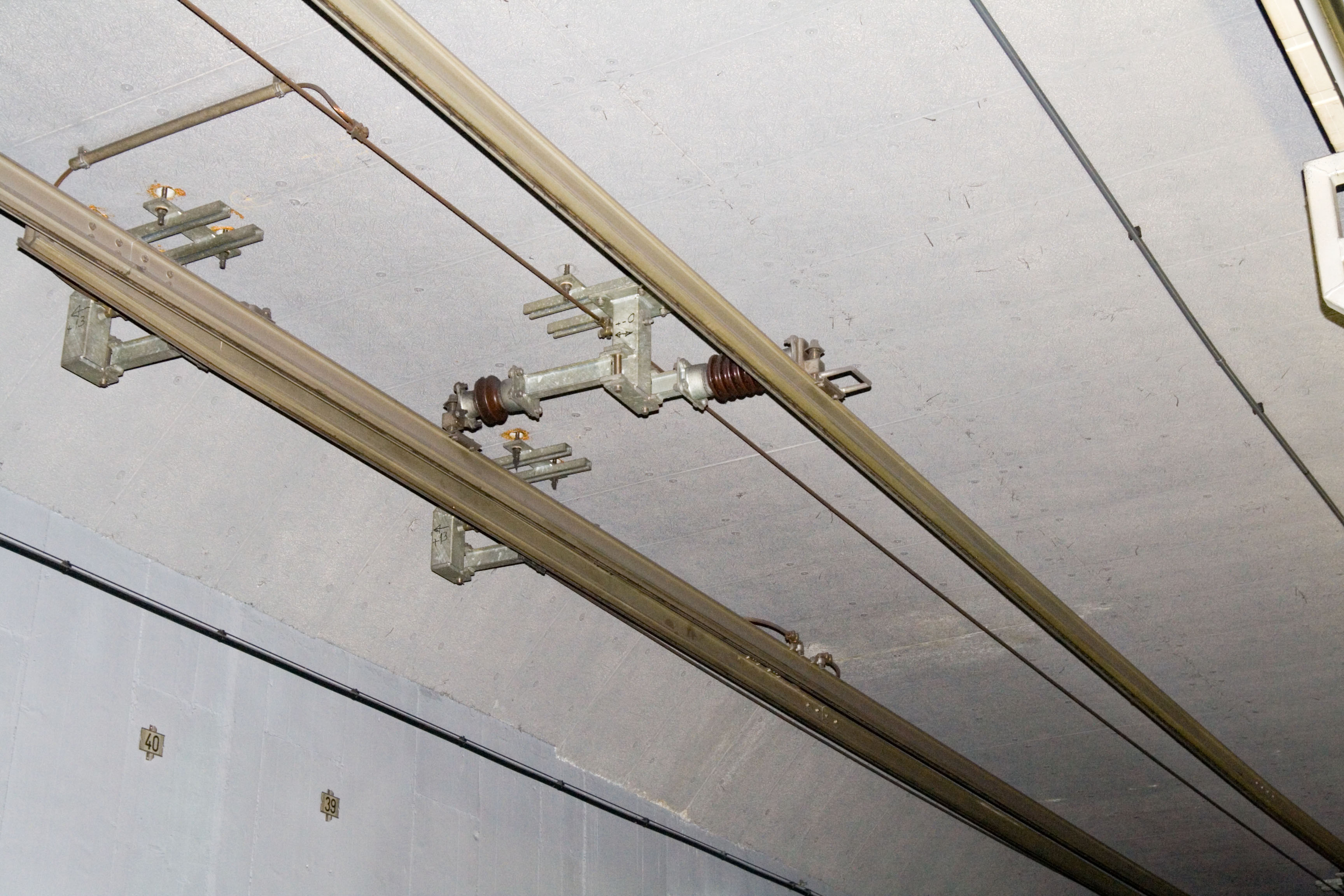
Gemeinsame Deckenstromschienen der Uetlibergbahn (links) und Sihltalbahn (rechts) über demselben Gleis, im Tunnel am Zürcher Hauptbahnhof

#### Elektrifizierung (1922–1923)
Trotz der einspurigen Gemeinschaftsstrecke entschieden sich die BZUe und die SiTB für zwei völlig verschiedene Stromsysteme. Bei der BZUe stand die Überlegung im Vordergrund, die Bahn umzuspuren und – analog zur Forchbahn – ins städtische Strassenbahnnetz zu integrieren und zum Hauptbahnhof zu verlängern. Man entschied sich daher für Gleichstrom mit einer Spannung von 1200 Volt. Bei der SiTB dagegen, einer Vollbahn mit Güterverkehr und direktem Anschluss ans Netz der SBB in Wiedikon und seit 1897 an den Gotthardbahn-Zubringer in Sihlbrugg Station, stand ausser Frage, dass man den SBB-Einheitsstrom (15 kV Wechselspannung mit 16 2⁄3 Hz) verwenden würde. Da die Strecke der SiTB auch von SBB-Fahrzeugen (und umgekehrt) befahrbar sein sollte, mussten die Fahrleitung und damit auch die Stromabnehmer der Uetlibergbahn seitlich um 1300 mm versetzt werden.
Aufgrund dieser Besonderheit blieb die BZUe im Bahnhof Selnau auf die westlichen Gleise beschränkt, während die SiTB die östlichen nutzte. Die in Aussicht genommene Umspurung und Einbindung ins Tramnetz unterblieb, so wurde bereits mit der Fahrzeugbeschaffung von 1939 die Kastenbreite von 2,20 Metern auf 2,55 Meter erhöht. War nach dem Zweiten Weltkrieg das Tramnetz selber von der Einstellung bedroht, scheiterten diesbezügliche Tiefbahn- und U-Bahn-Projekte letztendlich und führten zur Projektierung der S-Bahn Zürich. In deren Rahmen wurde die unterirdische Verlängerung der SZU-Strecken zum Zürcher Hauptbahnhof realisiert, womit die Einbindung ins Tramnetz endgültig kein Thema mehr war.
Begünstigt durch den Betrieb mit Gleichstrom wurde 1952 in der Friesenbergstrasse eine mit 600 Volt Gleichspannung elektrifizierte Trolleybuslinie der Verkehrsbetriebe Zürich (VBZ) eröffnet, welche die Uetlibergbahn bei der Station Friesenberg niveaugleich kreuzt. Die vergleichsweise einfache Konstruktion der Fahrleitungskreuzung war mit ein Grund, über die folgenden 70 Jahre auf die Umstellung des Betriebs auf Wechselstrom zu verzichten.

### Sihltal-Zürich-Uetliberg-Bahn (seit 1973)

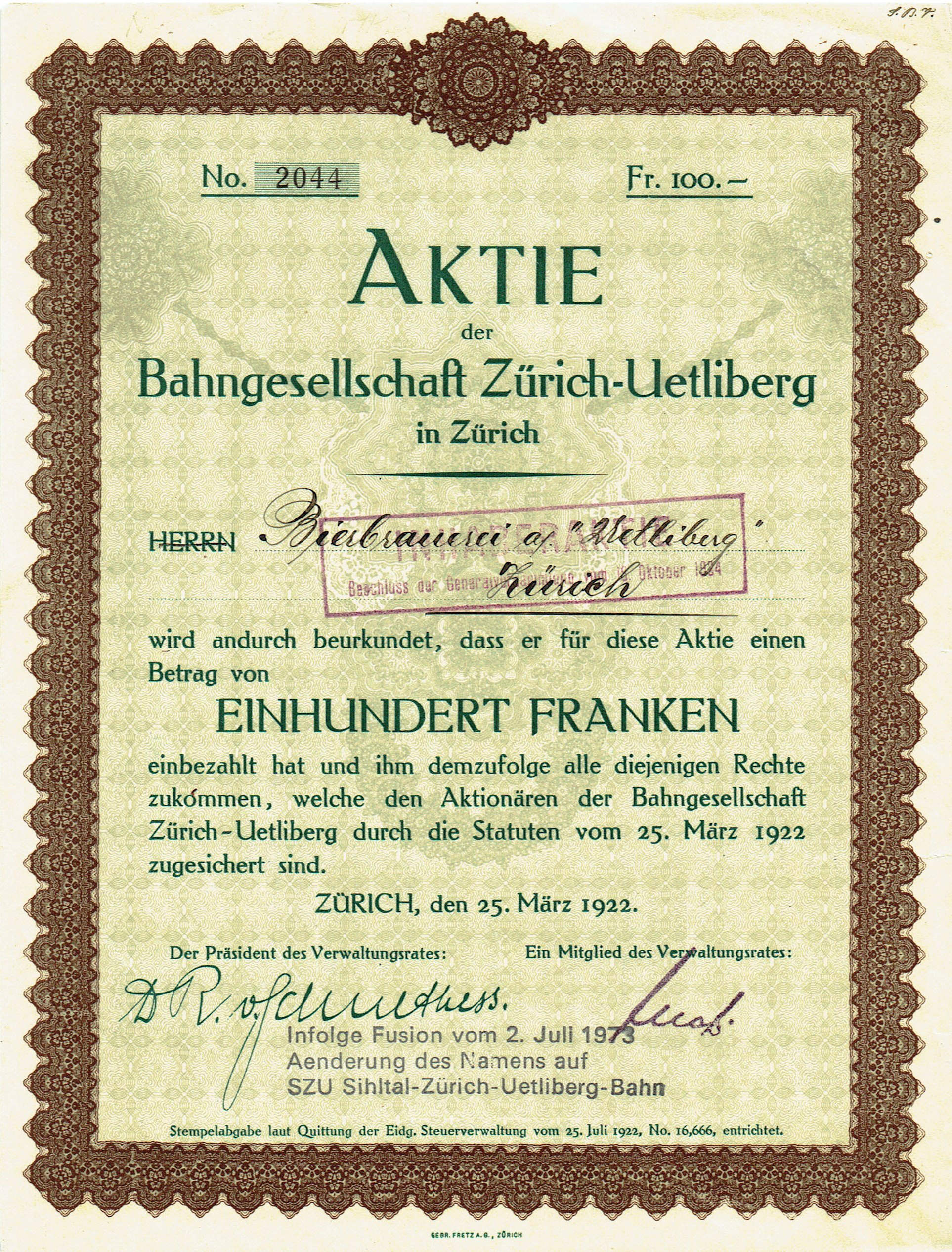
Aktie über 100 Franken der Bahngesellschaft Zürich-Uetliberg vom 25. März 1922 – mit Stempelaufdruck über Namensänderung zur SZU Sihltal-Zürich-Uetliberg-Bahn

Bergstation (1972)

Bereits 1932 übergab die Stadt Zürich den Betrieb und die Verwaltung der BZUe an die Sihltalbahn, welche über 40 Jahre lang die Uetlibergbahn betrieb, ehe sie am 1. Januar 1973 mit dieser fusionierte. Dabei übernahm die Sihltalbahn die Aktienmehrheit an der Uetlibergbahn und änderte ihren Namen in Sihltal-Zürich-Uetliberg-Bahn (SZU).
Auf den Betrieb der Bahnen hatte die Fusion keine Wirkung, da schon bis dahin Fahrzeuge, die sich für den Einsatz auf beiden Strecken eigneten, gemeinsam verwendet wurden. Der Fahrzeugpark für den Personenverkehr war bis 2013 getrennt. Mit der Fusion änderte man allerdings sukzessive die Aufschriften auf den Fahrzeugen, welche danach jahrelang einheitlich mit SZU angeschrieben waren, aber unterschiedliche Farben hatten. In den 1990er Jahren überdachte man das einheitliche Logo und führte die alten Bezeichnungen Uetlibergbahn und Sihltalbahn wieder ein, welche fortan wieder in dieser Form auf den Fahrzeugen angebracht wurden.

#### Streckenausbau
Im Blick auf die 1990 erfolgte Einführung der S-Bahn Zürich wurde die SZU zwischen Giesshübel und Selnau zu einer unechten Doppelspur ausgebaut und bis zum Hauptbahnhof verlängert. Der «provisorische» oberirdische Bahnhof Selnau wurde aufgehoben und das Areal nach 115 Jahren wieder an die Stadt zurückgegeben. Als Tagbautunnel in der rechten Hälfte des Sihlbetts erstellt – die linke Hälfte ist für die Sihltiefstrasse (A3/A1 Stadtautobahn) reserviert –, führt die doppelspurige Strecke unter dem Selnau-Areal durch in den Sihltunnel, wo sich die neue Station Selnau befindet, und bis in die unterirdische SZU-Station unter dem Shopville südlich des Hauptbahnhofs. Diese Station war ursprünglich für die U-Bahn Zürich vorbereitet worden, die 1973 in einer Volksabstimmung scheiterte.
Da Kreuzungen zwischen den Fahrleitungen der beiden Stromsysteme so weit als möglich vermieden wurden, konnten zwischen Giesshübel und Selnau nur Züge der Sihltalbahn kreuzen, zwischen Selnau und dem Hauptbahnhof dagegen nur die Züge der Uetlibergbahn.

#### Umbau auf Wechselstrombetrieb (2022)
Mit dem mittelfristig anstehenden, altersbedingten Ersatz der Gleichrichteranlagen wurde vertieft eine Umstellung der Uetlibergbahnstrecke auf Wechselstrom geprüft.
Im September 2010 wurde die Bestellung von sechs neuen zweisystemfähigen Triebzügen beim Unternehmen Stadler Rail für die Uetlibergbahn bekanntgegeben. Diese erhielten seitlich verschiebbare Stromabnehmer für den Gleichstrombetrieb, während sie in Mittellage für den Wechselstrombetrieb ausgelegt wurden. Dies eröffnete zudem die Möglichkeit, die Züge auch auf der Sihltalbahn einzusetzen. Seit 2013 sind die Züge im Einsatz und übernehmen neben den Tagesleistungen auf der Uetlibergbahn auch die als SN4 geführten Wochenend-Nachtleistungen auf der Sihltalbahn.
Konkretisiert wurde die Umstellung auf Wechselstrombetrieb in einer Studie 2015, die sich mit der Stabilisierung des Betriebs der beiden SZU-Linien befasste und von einer etappierten Umstellung bis 2023 ausging. Ende 2019 wurden hierfür weitere fünf Zweisystemtriebzüge bestellt, die bis Mitte 2022 ausgeliefert wurden.
An Ostern 2022 wurden die Triebwagen Be 520 und die Zwischenwagen B 220 aus dem Passagierdienst verabschiedet und abgestellt, respektive für das Führen von Bauzügen verwendet. In der folgenden ersten Bauphase vom 25. April bis zum 1. Juli wurde der Abschnitt Triemli–Uetliberg für den Bau der neuen Mastfundamente komplett gesperrt. Dieselben Arbeiten erfolgten ab 9. Mai auch im Siedlungsgebiet zwischen Binz und Triemli jeweils werktags bis 18 Uhr. Ein letztes Mal unter Gleichstrom gefahren wurde vom 2. bis zum 26. Juli, darauf folgte die zweite Bauphase. Am 22. August wurde der durchgehende Wechselstrombetrieb auf der Uetlibergbahn aufgenommen.

### Erläuterung der Streckenkilometrierung
Der alte Bahnhof Selnau war Kilometer Null, die neue Station Selnau und der Hauptbahnhof liegen aber «vor» diesem Nullpunkt. Da negative Streckenkilometer in der Schweiz nicht üblich sind und eine vollständige Neukilometrierung der SZU ausgeschlossen wurde, bestimmte man den Hauptbahnhof als Kilometer 90,00. Selnau ist Kilometer 91,04, und Kilometer 91,23 ist gleich Kilometer 0,00, ab hier gilt die alte Kilometrierung.

## Rollmaterial

### SZU-Ära seit 1973
| Baureihe         | Baureihe         | Hersteller       | Baujahr          | Herkunft         | Stückzahl        | Stückzahl        | Ausrangiert      | SZU Typ          | Bemerkungen             |
| Serie            | Nummern          | Hersteller       | Baujahr          | Herkunft         | total            | heute            | Ausrangiert      | SZU Typ          | Bemerkungen             |
| Triebwagen/-züge | Triebwagen/-züge | Triebwagen/-züge | Triebwagen/-züge | Triebwagen/-züge | Triebwagen/-züge | Triebwagen/-züge | Triebwagen/-züge | Triebwagen/-züge | Triebwagen/-züge        |
| ---------------- | ---------------- | ---------------- | ---------------- | ---------------- | ---------------- | ---------------- | ---------------- | ---------------- | ----------------------- |
| Be 8/8           | 531–532          | SLM/Siemens      | 1978             |                  | 2                | 0                | 2014             | Be 530           |                         |
| Be 4/4           | 521–528          | SLM/Siemens      | 1992             |                  | 8                | 0                | 2022             | Be 520           |                         |
| Be 552           | 511–516          | Stadler          | 2013–2014        |                  | 6                | 6                |                  | Be 510           | Zweisystemtriebzüge     |
| Be 552           | 571–575          | Stadler          | 2021–2022        |                  | 5                | 5                |                  | Be 570           | Zweisystemtriebzüge     |
| Zwischenwagen    |                  |                  |                  |                  |                  |                  |                  |                  |                         |
| B 220            | 221–224          | Stadler          | 2003             |                  | 4                | 0                | 2022             | Be 520           | Niederflurzwischenwagen |

Mit Beschaffung der vier Niederflur-Zwischenwagen wurden 2003 vier dreiteilige Garnituren aus je zwei Triebwagen 521–528 und einem Zwischenwagen 221–224 gebildet. Mit Inbetriebnahme der sechs neuen Triebzüge 511–516 wurden die übrigen Fahrzeuge zu vierteiligen Garnituren umgruppiert. Die beiden verbliebenen, zuletzt 2006 modernisierten Doppeltriebwagen 531–532 wurden 2014 in die technische Reserve versetzt und im Februar 2016 schliesslich zum Abbruch nach Kaiseraugst überführt.
Mit der Umstellung der Uetlibergbahn von Gleichstrom- auf Wechselstrombetrieb im August 2022 können die Be 4/4 521–528 mit ihren Zwischenwagen nicht mehr eingesetzt werden.

### BZUe-Ära 1922–1973
| Baureihe                       | Baureihe   | Baureihe   | Hersteller | Baujahr    | Herkunft   | Stückzahl  | Stückzahl  | Ausrangiert        | Bemerkungen                                                             |
| Serie                          | Nummern    | SZU-Nr.    | Hersteller | Baujahr    | Herkunft   | total      | heute      | Ausrangiert        | Bemerkungen                                                             |
| Triebwagen                     | Triebwagen | Triebwagen | Triebwagen | Triebwagen | Triebwagen | Triebwagen | Triebwagen | Triebwagen         | Triebwagen                                                              |
| ------------------------------ | ---------- | ---------- | ---------- | ---------- | ---------- | ---------- | ---------- | ------------------ | ----------------------------------------------------------------------- |
| Be 2/2                         | 01–02      | 21–22      | SWS/MFO    | 1923       |            | 4          | hist.01    | 1975               | «Uetlibergtram» Ce 2/2 2 erhalten                                       |
| Be 2/2                         | 03–04      |            | SWS/MFO    | 1923       | 1966(?)    | 4          | hist.01    |                    | «Uetlibergtram» Ce 2/2 2 erhalten                                       |
| BDe 4/4                        | 11         | 11         | SWS/MFO    | 1939       |            | 4          | 0          | 1994               | 13/513 an OC verkauft, Umbau zu OC BDe 4/4 15; 14/514 Ersatzteilspender |
| BDe 4/4                        | 12         | 12         | SWS/MFO    | 1950       | 1994       | 4          | 0          |                    | 13/513 an OC verkauft, Umbau zu OC BDe 4/4 15; 14/514 Ersatzteilspender |
| BDe 4/4                        | 13–14      | 13–14      | SWS/MFO    | 1960       | 2006       | 4          | 0          |                    | 13/513 an OC verkauft, Umbau zu OC BDe 4/4 15; 14/514 Ersatzteilspender |
| Steuerwagen                    |            |            |            |            |            |            |            |                    |                                                                         |
| Bt                             | 16         | 111        | SWS/MFO    | 1950       |            | 3          | 0          | 1994               | 112/912 an OC verkauft, Umbau zu OC Bt 51                               |
| Bt                             | 17         | 112        | SWS/MFO    | 1960       | 2006       | 3          | 0          |                    | 112/912 an OC verkauft, Umbau zu OC Bt 51                               |
| Bt                             | 18         | 113        | SWS/MFO    | 1965       | 2003       | 3          | 0          |                    | 112/912 an OC verkauft, Umbau zu OC Bt 51                               |
| Bt                             |            | 114        | SWS        | 1966/1984  |            | (Um)01     | 0          | 2003(?)            | ex B4 214                                                               |
| Personenwagen                  |            |            |            |            |            |            |            |                    |                                                                         |
| B2                             | 21–22      | 221–222    | SWS        | 1923       |            | 4          | 0          | 1976–1977          |                                                                         |
| B2                             | 23–24      |            | SWS        | 1923       | 1965       | 4          | 0          |                    |                                                                         |
| B2                             | 41–42      | 223–224    | SWS        | 1924       |            | 2          | hist.01    | 2002               | C2 41 erhalten                                                          |
| B4                             | 61–62      | 211–212    | SWS        | 1939       |            | 5          | 0          | 1983 (Um)          | zu Hack 313–314 umgebaut                                                |
| B4                             | 63         | 213        | SWS        | 1950       | 1994       | 5          | 0          |                    |                                                                         |
| B4                             | 64         | 214        | SWS        | 1966       | 1983 (Um)  | 5          | 0          | zu Bt 114 umgebaut |                                                                         |
| B4                             | 65         | 215        | SWS        | 1966       |            | 5          | 0          | Verbleib unbekannt |                                                                         |
| Gepäckwagen                    |            |            |            |            |            |            |            |                    |                                                                         |
| D                              | 51         | 151        | SWS        | 1933       |            | 1          | 0          | 1996               |                                                                         |
| Um = Umbau aus eigenem Bestand |            |            |            |            |            |            |            |                    |                                                                         |

| Original | 1956    | 1962    |
| -------- | ------- | ------- |
| Ce 2/2   | Be 2/2  | Be 2/2  |
| CFe 4/4  | BFe 4/4 | BDe 4/4 |

Umzeichnungen und Umbauten
Mit dem europaweiten Übergang vom Drei- zum Zweiklassensystem per Sommerfahrplan 1956 änderten sämtliche Wagenklassenbezeichnungen der Uetlibergbahn ein erstes Mal (von C zu B). Ein weiterer systematischer Wechsel erfolgte 1962 aufgrund der Änderung der Schweizer Bauartbezeichnung für Gepäckabteile (von F zu D).
Zu Umnummerierungen kam es 1973 aufgrund der Fusion mit der BZUe zur SZU. Personenwagen erhielten dreistellige Nummern, die SWS-Zweiachser (21–22, 41–42) die Nummern 221–224, die SWS-Vierachser (61–65) die Nummern 211–215. Die Steuerwagen (16–18) erhielten die dreistelligen Nummern 111–113. Zweistellige Nummern waren fortan den Triebfahrzeugen vorbehalten; die sogenannten «Uetlibergtrams» Be 2/2 erhielten dabei die Nummern 21 und 22, aus dem nun freien Zahlenbereich.
Unter der SZU entstand 1984 ein weiterer Steuerwagen (Bt 114) aus dem Umbau des Vierachswagens B 214. Ein ebenfalls geplanter Umbau des B 215 unterblieb dagegen.
| Schema 1962 | Schema 1962 | Schema 1992 | Schema 1992 |
| ----------- | ----------- | ----------- | ----------- |
| Be 2/2      | 22          | Be 566      | 502         |
| BDe 4/4     | 13–14       | BDe 576     | 513–514     |
| Be 8/8      | 31–32       | Be 556      | 531–532     |
| Be 4/4      | 21–28       | Be 556      | 521–528     |

Mit den UIC-konformen Nummern für Lokomotiven und Triebwagen auf Basis des Entwurfs ’92 erhielten auch bestehende Fahrzeuge neue sechsstellige Nummern plus Prüfziffer. Diese basierten bei der SZU in der Regel auf der zweistelligen Fahrzeugnummer an fünfter und sechster Stelle; davor an dritter und vierter Stelle kam der Eigentümercode 65 für die SZU. Da die SZU intern durchgängig dreistellige Fahrzeugnummern verwendet, haben Lokomotiven und Triebwagen seither dreistellige 500er Nummern.
Sämtliche vorhandenen Steuerwagen wurden 1995 systematisch umnummeriert und erhielten dreistellige 900er Nummern, dabei wurden die Steuerwagen 112–113 zu 912–913.
Ausrangierungen und Verbleib
Chemin de fer Orbe–Chavornay (OC)
- BDe 576 513, 2006 verkauft, Umbau durch Stadler Winterthur: OC BDe 4/4 15 «L’Orbe»
- BDe 576 514, 2006 abgegeben, Ersatzteilspender für BDe 576 513
- Bt 912, 2006 verkauft, Umbau durch Stadler Winterthur: OC Bt 51 «La Sihl»

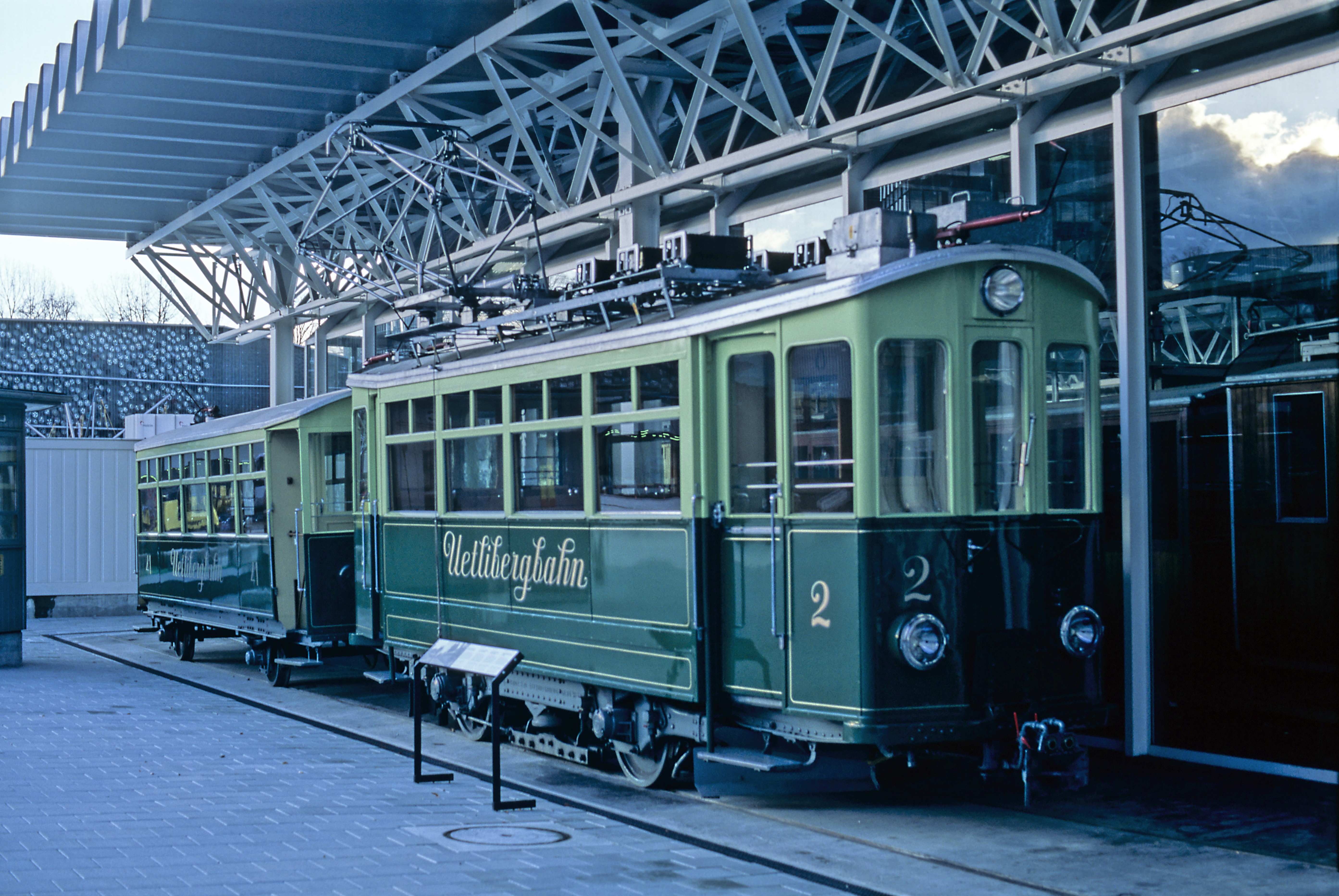
Der «Uetlibergtram»-Zug im Verkehrshaus, Dezember 2009

«Uetlibergtram»
Die 1995 restaurierte, historische Komposition Ce 2⁄2 2 und B2 41 aus der Elektrifizierungsära der BZUe war im Eigentum der SZU und stand bis zum Fahrplanwechsel im Dezember 2008 für Sonderfahrten zur Verfügung. Aufgrund des dazumal verdichteten Fahrplans und der langsamen Geschwindigkeit wurden die Sonderfahrten eingestellt; anderweitige Einsätze kamen aufgrund der in der Schweiz seltenen Kombination aus Normalspurstrecke mit Gleichstrombetrieb und seitlich versetzten Stromabnehmern nicht in Frage. Das Verkehrshaus der Schweiz (VHS) übernahm daraufhin für fünf Jahre die Garnitur als Leihgabe der SZU ab Mitte 2009. Im Juli 2014 wurden die Fahrzeuge nach Winterthur ins sogenannte Lagerhaus-Areal gebracht, wo sie im Laufe des Jahres 2015 zusammen mit einem Gepäckwagen zum stationären Restaurant les WAGONS umgebaut wurden.

## Streckenneigung
Lange galt die Uetlibergbahn, mit bis zu 79 Promille Steigung, als steilste normalspurige Adhäsionsbahn Europas. Die steilste normalspurige Adhäsionsbahn in Europa, die im öffentlichen Nahverkehr befahren wird, ist seit Dezember 2007 die Stadtbahn Stuttgart, mit bis zu 85 Promille geneigten Streckenabschnitten.